# Вашингтон (округ, Північна Кароліна)
Шаблон:StateAbbr_ 35°50′ пн. ш. 76°34′ зх. д. / 35.84° пн. ш. 76.56° зх. д.
Округ Вашингтон (англ. Washington County) — округ (графство) у штаті Північна Кароліна, США. Ідентифікатор округу 37187.

## Історія
Округ утворений 1799 року.

## Демографія
За даними перепису
2000 року
загальне населення округу становило 13723 осіб, зокрема міського населення було 4727, а сільського — 8996.
Серед мешканців округу чоловіків було 6489, а жінок — 7234. В окрузі було 5367 домогосподарств, 3906 родин, які мешкали в 6174 будинках.
Середній розмір родини становив 2,99.
Віковий розподіл населення поданий у таблиці:
| Стать    | До 15 років | 15-21 | 22-29 | 30-39 | 40-49 | 50-65 | 65-85 | Понад 85 |
| -------- | ----------- | ----- | ----- | ----- | ----- | ----- | ----- | -------- |
| Чоловіки | 1475        | 653   | 544   | 750   | 1022  | 1186  | 782   | 77       |
| Жінки    | 1438        | 626   | 580   | 931   | 1092  | 1301  | 1070  | 196      |

## Суміжні округи
- Чован — північ
- Перквіманс — північний схід
- Тіррелл — схід
- Гайд — південний схід
- Бофорт — південний захід
- Мартін — захід
- Берті — північний захід

## Виноски
1. ↑  U.S. Decennial Census. United States Census Bureau. Архів оригіналу за 19 липня 2018. Процитовано 20 січня 2015.
2. ↑  Historical Census Browser. University of Virginia Library. Архів оригіналу за 11 серпня 2012. Процитовано 20 січня 2015.
3. ↑  Forstall, Richard L., ред. (27 березня 1995). Population of Counties by Decennial Census: 1900 to 1990. United States Census Bureau. Архів оригіналу за 3 березня 2015. Процитовано 20 січня 2015.
4. ↑  Census 2000 PHC-T-4. Ranking Tables for Counties: 1990 and 2000 (PDF). United States Census Bureau. 2 квітня 2001. Архів оригіналу (PDF) за 18 грудня 2014. Процитовано 20 січня 2015.
5. ↑  State & County QuickFacts. United States Census Bureau. Архів оригіналу за 22 липня 2011. Процитовано 30 жовтня 2013.(англ.) Наведено за англійською вікіпедією.
6. ↑  American FactFinder. Бюро перепису населення США. Архів оригіналу за 26 лютого 2012. Процитовано 31 січня 2008.

| США | Це незавершена стаття з географії США. Ви можете допомогти проєкту, виправивши або дописавши її. |